# Ганско-кенийские отношения
Ганско-кенийские отношения — двусторонние дипломатические отношения между Ганой и Кенией.

## История
Отношения между двумя странами берут своё начало от времён, когда первый президент Ганы Кваме Нкрума и первый президент Кении Джомо Кениата объединились в борьбе за независимость. Когда Гана получила независимость в 1957 году и поддерживала продолжающийся борьбу за независимость в Кении и других африканских странах. Кения получила независимость позже, в 1963 году.

## Сотрудничество
В январе 2014 года во время встречи Африканского союза в Аддис-Абебе обе страны подписали соглашение, которое будет способствовать экономическому росту и техническому сотрудничеству. Соглашение заключается в сотрудничестве в областях торговли и инвестиций, энергетики, минеральных ресурсов, развития сельского хозяйства и животноводства, а также в области образования, здравоохранения, туризма, культуры, науки и техники, безопасности и военного сотрудничества, иностранных дел, правовых и судебных вопросов.
В декабре 2014 года во время государственного визита президента Ганы в Кению, было подписано в общей сложности семь соглашений между обеими странами. Соглашения направлены на облегчение условий ведения бизнеса и увеличение объёма торговли между двумя странами, а также на увеличение общей внутриафриканской торговли.
Заметные изменения в области расширения сотрудничества между обеими странами произошли с открытием выставки Kenya Trade Expo в Гане. Организации выставки Kenya Trade Expo в Гане поспособствовали торговые соглашения, подписанные между Ганой и Кенией. Первая ежегодная выставка Kenya Trade Expo в Гане состоялась в 2015 году, собрав начинающих и опытных предпринимателей, правительственных и неправительственных должностных лиц.

## Представительства
- Гана имеет представительство в Найроби[6],
- Кения имеет представительство в Аккре[7].